# Loeseneriella andamanica
Loeseneriella andamanica är en benvedsväxtart som först beskrevs av King, och fick sitt nu gällande namn av H.B. Naithani och S. Biswas. Loeseneriella andamanica ingår i släktet Loeseneriella och familjen Celastraceae. Inga underarter finns listade.